# Conn Stu Bitew
Conn Stu Bitew (irl. Conn Cédcatchach) – na wpół legendarny zwierzchni król Irlandii z dynastii Milezjan (linia Eremona) w latach 177-212, syn zwierzchniego króla Irlandii Fedlimida Rechtmara („Prawodawcy”) i jego żony Ugny, córki Inderga (lub Lochlioha), króla Duńczyków. Według średniowiecznej irlandzkiej legendy i historycznej tradycji przodek Connachta oraz dynastii Uí Néill.
Conn otrzymał przydomek z powodu swego udziału w wielu wygranych bitwach. Najwięcej, bo aż sześćdziesiąt bitew, stoczył przeciw Cathairowi Morowi, królowi Leinsteru i arcykrólowi Irlandii. Tego w końcu pokonał w bitwie pod Magh h-Agha (Moigh Acha) w Meath, zagarniając dla siebie zwierzchni tron irlandzki. Conn brał udział w stu bitwach przeciw mieszkańcom Ulsteru oraz w stu bitwach w Munsterze, przeciwko królowi Eoganowi z przydomkiem Mog Nuadet („Niewolnik Nuady”). Jednakże był zmuszony podzielić się z nim najwyższą władzą. Odtąd Irlandia została podzielona na połowę Mogha i połowę Conna, późniejsze krainy Munster i Connacht. Opowieść ta była brana poważnie przez historyków, aż do XIX w.
Conn dysponował gwardią przyboczną złożoną z pięćdziesięciu braci mlecznych. Miał dwóch braci, Eochaida Finnfotharta oraz Fiachę Suigde (Suide, Suidge). Eochaid wraz ze swymi synami zdradził Conna oraz zamordował swych bratanków, Connlę Ruada i Crionnę, synów Conna. Później, gdy Art III Aonfer objął tron irlandzki, zostali przez niego wypędzeni, najpierw do Leinsteru, potem do Munsteru, gdzie żyli w pobliżu Cashel. Osiedlili się w Deici Teamhrach na terenie hrabstwa Meath, skąd później zostali wygnani przez arcykróla Cormaca Ulfadę, syna Arta. Po różnych podróżach, powędrowali do Munsteru, gdzie Oilioll I Olum, żonaty z Sadb, córką Conna Stu Bitew, podarował im wielki rejon obecnego hrabstwa Waterford, której część jest nazwana Na-Deiseacha.
Według legendy, bohater Fionn mac Cumhail miał się urodzić w czasach Conna. Jego ojciec, Cumhall, żołnierz na jego usługach, był zalotnikiem Muirne, córki druida Tadg mac Nuadat. Tadg odmówił jego prośbom, więc Cumhall postanowił ją uprowadzić. Conn wyruszył walczyć przeciw niemu. Cumhall został pokonany i zabity przez Golla mac Morna w bitwie pod Cnucha. Ale Muirne był już wówczas w ciąży i Tadg odrzucił ją, skazując na spalenie. Muirne uciekła do Conna. Ten przekazał ją pod opiekę szwagrowi Cumhalla, Fiacalowi mac Conchinn. W jego domu, Muirne urodziła syna Deimne’a, późniejszego Fionna. Kiedy miał dziesięć lat, Fionn przybył do Tary, by służyć Connowi. Tam dowiedział się, że każdego roku w Samhain, potwór Aillen zabijał każdego w Tarze, usypiając muzyką i paląc pałac swym ognistym oddechem. Fionn postanowił zabić Aillena. Starając się nie zasnąć, przyłożył włócznię do jego czoła i odparował płomień Aillena, mając na sobie magiczny płaszcz. Conn, za jego wyczyn, uczynił go wodzem fianna w miejsce Golla.
Conn, po trzydziestu pięciu latach panowania, został zabity przez Tibraide’a Tirecha, króla Ulaidu. 
Ten będąc trzy lata w Szkocji, otrzymał poradę od króla Failbe’a Findlogi, by przybył do Irlandii oraz zawarł pokój z Connem. Jednak nie zaryzykował przyjść do Conna pod gwarancją lub samemu, więc zdecydował się pójść z mieszkańcami Ulsteru do Conna w przebraniu kobiet. W tym czasie Conn był sam na wzgórzu Tary, czyniąc przygotowania do świąt. Wówczas Tibraide, mając wsparcie swych ludzi, zabił Conna. Po jego śmierci, następnym zwierzchnim królem irlandzkim został zięć Conaire II Caem („Przystojny”). Art, syn Conna, później objął tron irlandzki.

## Małżeństwa i dzieci
Źródła nie są zgodne, co do ilości żon Conna. W Echtrae Airt meic Cuinn (Przygody Arta syna Conna) pierwszą żoną była Eithne Thaebfota („Długoramienna”), córka Brislinda Binna, króla Norwegów (według innych źródeł córka arcykróla Cathaira Mora). Conn bardzo ją kochał. Miał z nią synów Connlę i Arta; niewykluczone, że także pozostałych czworo dzieci. Po jej śmierci Conn poślubił kobietę z ludu Tuatha Dé Danann o imieniu Be Chuma Cneisgel („o Delikatnej Skórze”), córkę Eogana Inbira. Ta będąc zamężna z Labraidem Luathlam-ar-Claidebem („Szybką Ręką z Mieczem”), została wygnana za cudzołóstwo z Gaidiarem, synem Manannana. Be Chuma będąc żoną Conna, pożądała jednak jego syna Arta. Kiedy druidowie skarżyli się, że jej bezeceństwo przyniosło na kraj przekleństwo, ona kazała, jako lekarstwo, skazać Arta na wygnanie. Conn miał także trzecią żonę Landabarię, która była córką poprzedniego arcykróla, Cathaira Mora.
Conn pozostawił po sobie sześcioro dzieci (trzech synów i trzy córki):
- Connla Ruad („Czerwony”), syn Eithne, zabity przez stryja Eochaida Finnfotharta
- Crionna (Crion), zabity przez stryja Eochaida Finnfotharta
- Art Aonfer, syn Eithne, przyszły zwierzchni król Irlandii
- Sadb, żona najpierw MacNiada mac Lugdach z milezjańskiej linii Itha, potem Oiliolla (Aililla) I Oluma, króla Munsteru
- Maoin (Moyne), matka Fergusa Duibdedacha, przyszłego króla Ulsteru i zwierzchniego króla Irlandii
- Saraid, żona Conaire’a Caema („Przystojnego”) mac Mod Lama, następcy na tronie irlandzkim